# Михайловский (Куркинский район)
Михайловский — посёлок в Куркинском районе Тульской области России.
В рамках административно-территориального устройства является центром Михайловской волости Куркинского района, в рамках организации местного самоуправления — административный центр Михайловского сельского поселения.

## География
Расположен на реке Непрядва (при впадении в неё Ситки), в 19 км к северо-западу от райцентра, посёлка городского типа Куркино, и в 91 км к юго-востоку от областного центра, г. Тулы.
Примыкает по реке Ситке на востоке к деревне Свобода, а на северо-востоке — к деревне Чудновка.

## История
В 1674 году на левой стороне реки Непрядвы основывают новый хозяйственный центр — дворцовое село Михайловское. Первых поселенцев сюда перевели из Рыльского и Кромского уездов. Переведенные крестьяне образовали две слободы Рыльскую, Кромскую и назвали их по месту прежнего жительства, построили церковь с престольным праздником Михаила Архангела, от чего село и получило своё название.
С 1796 года село Михайловское перешло во владение графа Алексея Григорьевича Бобринского. В 1828 году 164 крестьянские семьи села Михайловского (из 300 дворов села) в числе других селений, принадлежавших Бобринским (дд. Ситки, Дуплищи, Филипповка) были переселены в Пермскую губернию к горнозаводчику Демидову. Тогда же в 1827—1828 годах в селе Михайловском Алексеем Алексеевичем Бобринским начато строительство свеклосахарного завода, который к 1878 году стал огромным комплексом на 16 гектарах земли, где работали 700 человек. В 1893—1894 годах завод был переоборудован в крахмалопаточный.
В 1835 году в селе Михайловском была открыта начальная школа — единственная школа того времени на территории современного Куркинского района.

## Население
| 2002 | 2010 |
| ---- | ---- |
| 497  | ↘459 |